# Mezinárodní botanický kongres
Mezinárodní botanický kongres (International Botanical Congress) je rozhodující institucí, která projednává základní botanické otázky, mezi jiným schvaluje změny znění Mezinárodního kódu botanické nomenklatury. První Mezinárodní botanický kongres se uskutečnil roku 1900 v Paříži. Od roku 1969 se koná pravidelně každých 6 let:
1. 1900 – Paříž
2. 1905 – Vídeň
3. 1910 – Brusel
4. 1926 – Ithaca
5. 1930 – Cambridge
6. 1935 – Amsterdam
7. 1950 – Stockholm
8. 1954 – Paříž
9. 1959 – Montreal
10. 1964 – Edinburgh
11. 1969 – Seattle
12. 1975 – Leningrad
13. 1981 – Sydney
14. 1987 – Berlín
15. 1993 – Tokio
16. 1999 – Saint Louis
17. 2005 – Vídeň
18. 2011 – Melbourne
19. 2017 – Shenzhen